# Calocitta formosa
La gazza dal ciuffo golabianca o ghiandaia gazza golabianca (Calocitta formosa (Swainson, 1827)) è un uccello passeriforme della famiglia Corvidae.

## Etimologia
Il nome scientifico della specie, formosa, deriva dal latino e significa "bella".

## Descrizione

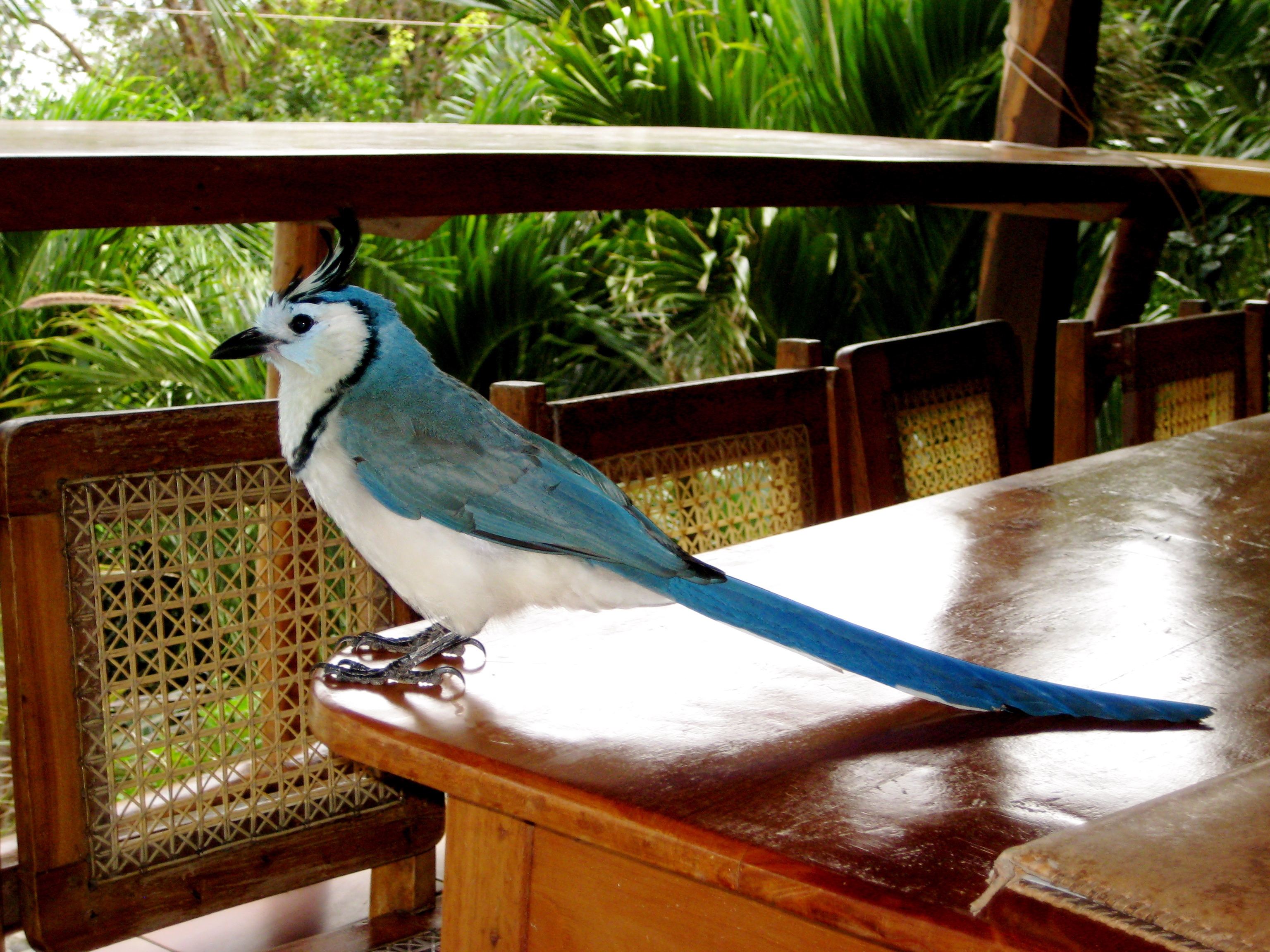
Esemplare in Nicaragua

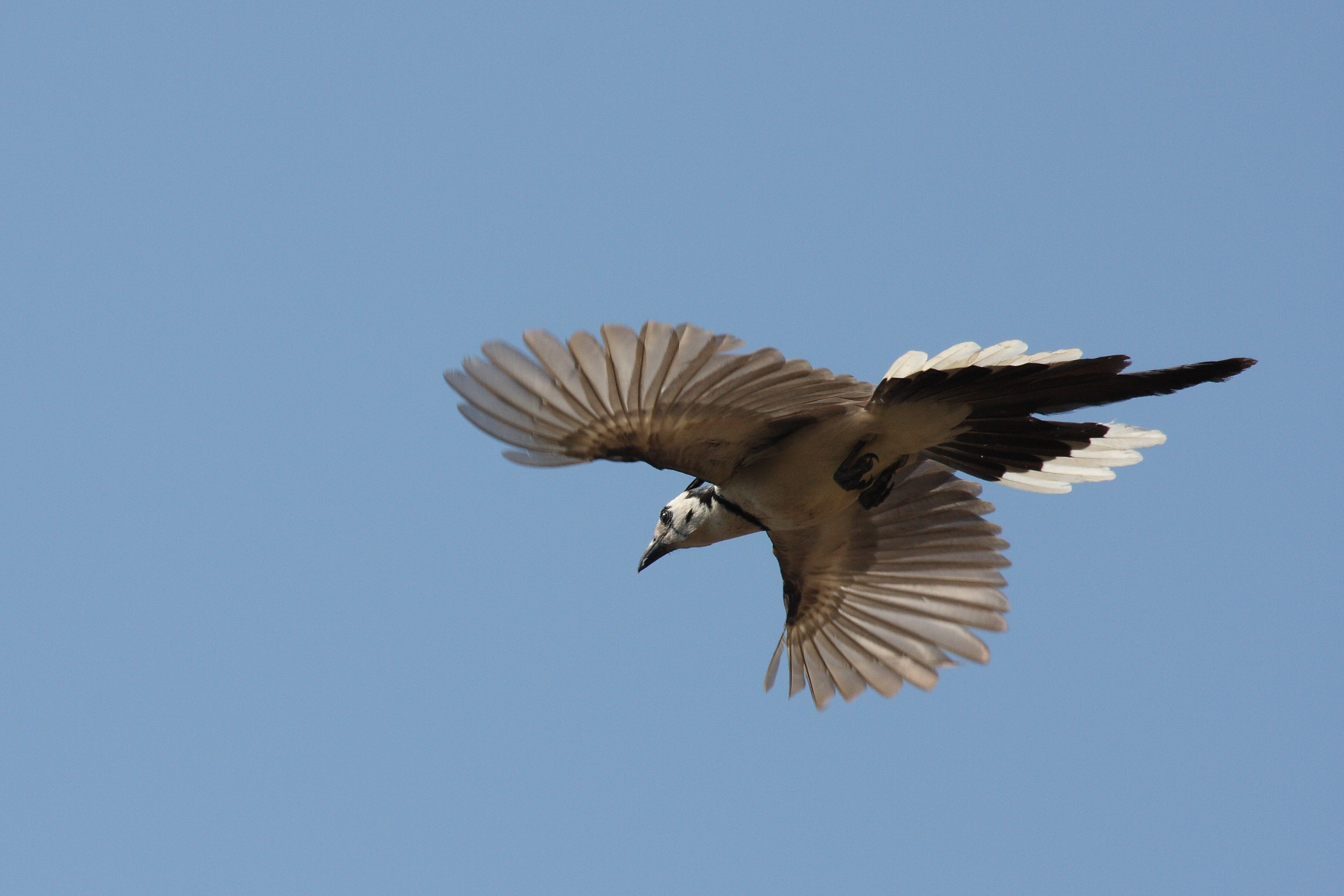
Esemplare in volo

### Dimensioni
Misura 43-56 cm di lunghezza (dei quali circa la metà spetta alla coda), per 205-213 g di peso.

### Aspetto
Si tratta di uccelli dall'aspetto robusto ma slanciato, muniti di becco conico robusto e non molto lungo, ciuffo erettile di lunghe penne sul vertice, ali appuntite e digitate, forti zampe e lunga coda.
Il piumaggio è inconfondibile: nuca, dorso, ali e coda sono di colore che può andare dall'azzurro brillante al grigio-azzurro, mentre petto, ventre e sottocoda sono di colore bianco gesso. Fronte e vertice (compreso il ciuffo) sono di colore nero, e il nero orla anche l'area azzurra nucale, separandola dal resto della faccia, che è dello stesso bianco ventrale: la gola, che come intuibile dal nome comune è biancastra, è separata dalla parte inferiore del petto da un'altra sottile banda trasversale nera, e talvolta sottolineature nerastre sono accennate anche sull'orlo superiore dell'occhio e sotto di esso, a dare una sorta di "effetto Pierrot". Le penne della superficie inferiore della coda sono nere, con estremità di colore biancastro.
Il becco e le zampe sono di colore nerastro (queste ultime con tendenza al violaceo), mentre gli occhi sono di colore bruno scuro.

## Biologia

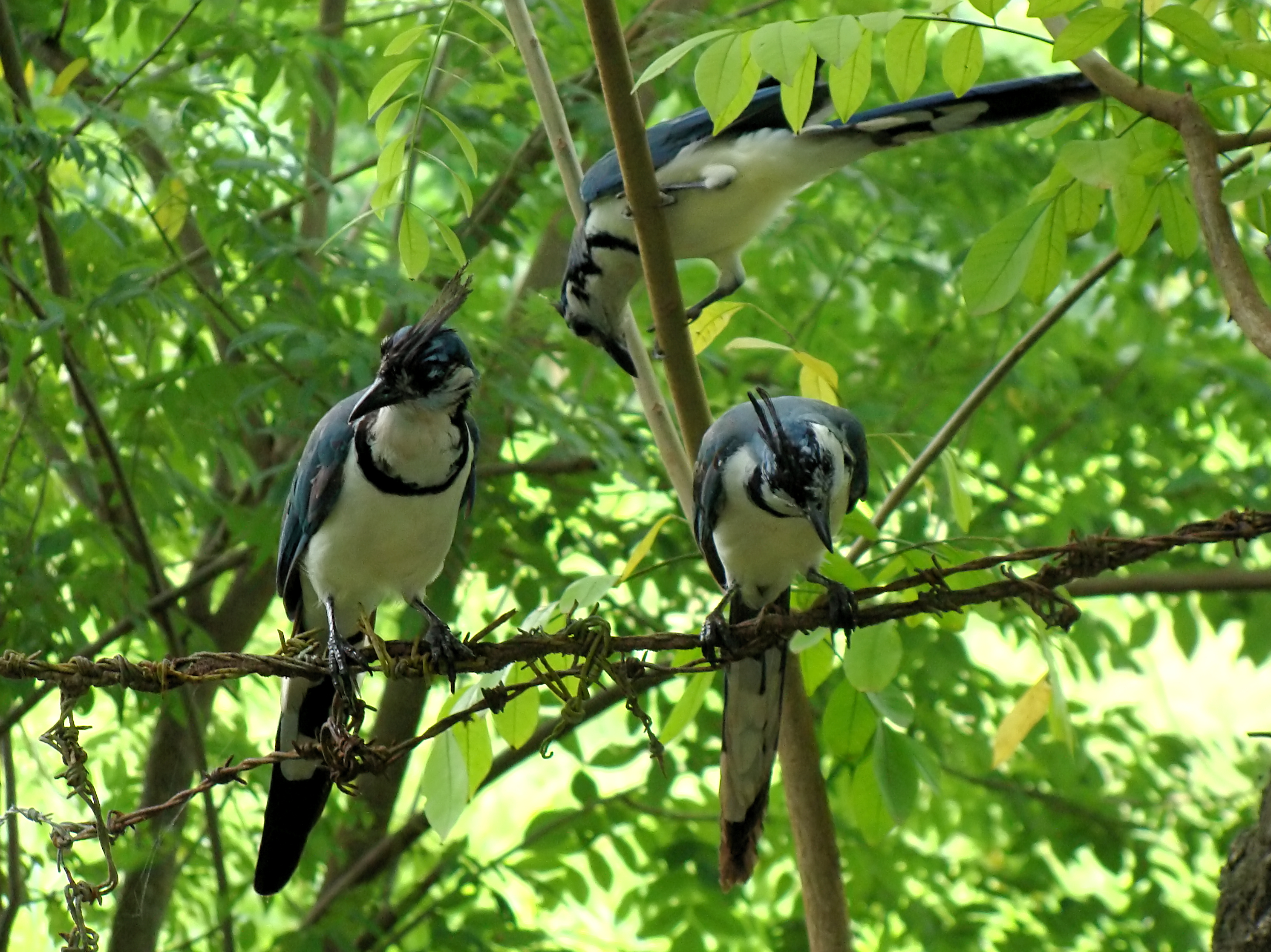
Gruppo nell'area di Nicoya

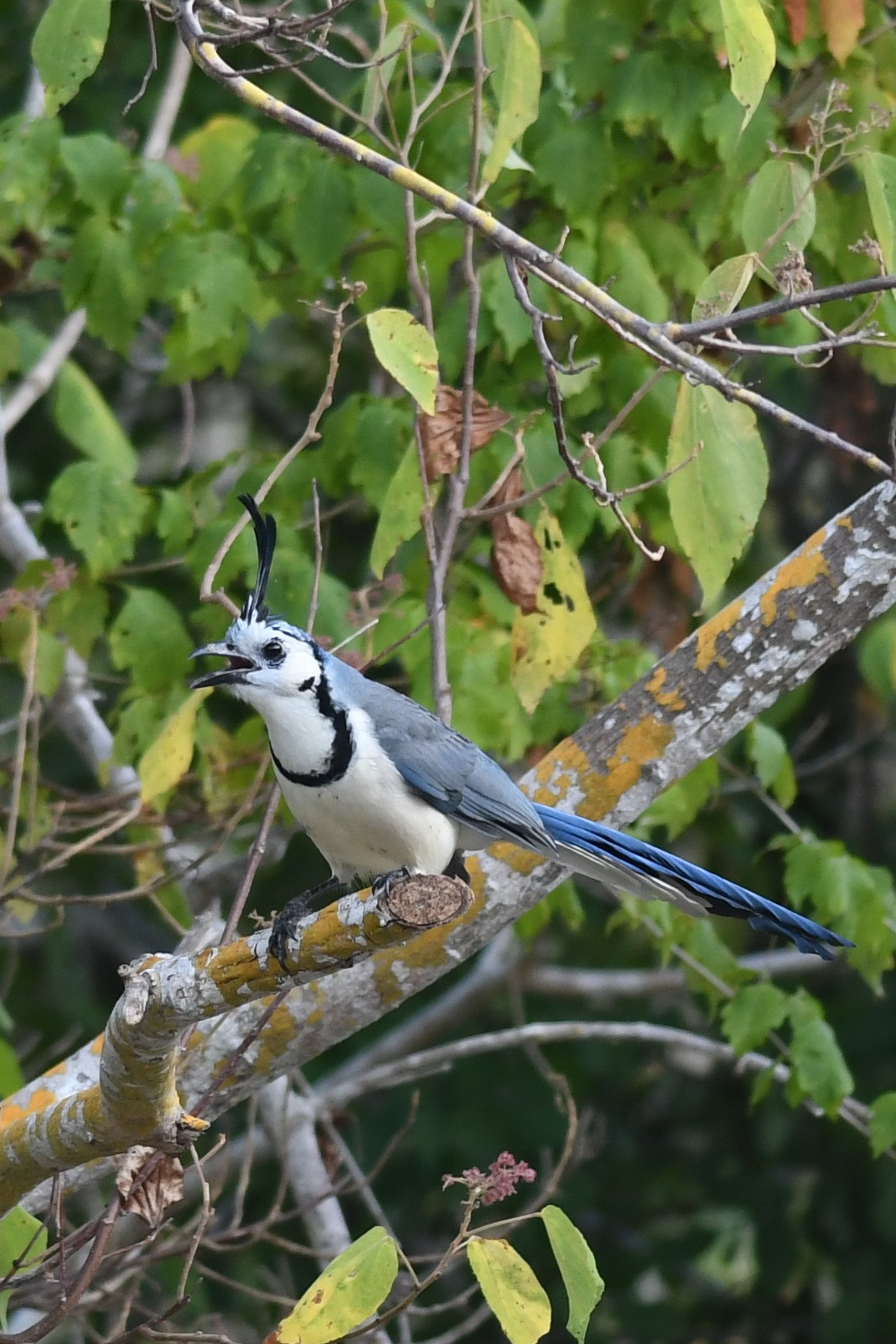
Esemplare canta a Huatulco

La gazza dal ciuffo golabianca è un uccello dalle abitudini di vita essenzialmente diurne, che vive da solo, in coppie o in gruppetti familiari (quest'ultima eventualità si verifica soprattutto immediatamente dopo la stagione riproduttiva, quando i giovani ancora non del tutto indipendenti seguono i genitori nei loro spostamenti), riunendosi in gruppi temporanei in corrispondenza di fonti di cibo localizzate e particolarmente abbondanti (ad esempio un grosso albero in frutto): questo animale passa la maggior parte della giornata fra gli alberi o i cespugli alla ricerca di cibo, scendendo al suolo raramente e solo per il tempo necessario a catturare eventuali prede individuate durante i propri spostamenti.
Il repertorio vocale della gazza dal ciuffo golabianca è piuttosto vario, comprendendo vocalizzazioni che vanno da richiami flautati ad aspri gracchi ed alte grida simili ai versi dei grossi pappagalli.

### Alimentazione
Si tratta di uccelli dalla dieta onnivora, che si nutrono sia di cibo di origine vegetale (bacche, frutti, semi, granaglie, nettare di balsa) che animale (uova, insetti ed altri invertebrati, piccoli vertebrati come nidiacei, lucertole e gechi), a seconda della disponibilità del momento.

### Riproduzione

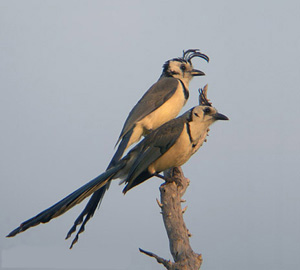
Coppia in natura

Sembrerebbe non esistere una stagione riproduttiva vera e propria, con le coppie (si tratta infatti di uccelli rigidamente monogami) che nidificano di preferenza in dicembre-gennaio nel nord-ovest dell'areale, in marzo-maggio nel sud-est e in giugno-luglio nel nord.
Il nido è a forma di coppa e piuttosto voluminoso, e viene costruito da ambedue i partner in un cespuglio o un albero spinoso, ben protetto dal folto della vegetazione, intrecciando grossolanamente rametti e fibre vegetali e foderando l'interno con materiale più soffice di origine vegetale.

All'interno del nido la femmina depone 2-7 uova (solitamente 3) di colore bianco opaco con rada maculatura bruna, che provvede a covare da sola (col maschio che staziona di guardia nei pressi del nido, occupandosi inoltre di reperire il cibo per sé e per la compagna) per una ventina di giorni, al termine dei quali schiudono pulli ciechi ed implumi.

I nidiacei vengono accuditi e imbeccati da ambedue i genitori (ma per i primi giorni dalla sola femmina, imbeccata a sua volta dal maschio): in tal modo, essi s'involano a circa tre settimane dalla schiusa, sebbene rimangano coi genitori ancora per un altro mese prima di allontanarsi e disperdersi, apprendendo dai genitori i trucchi necessari per riuscire a sfruttare le varie fonti di cibo presenti nel proprio habitat.

## Distribuzione e habitat

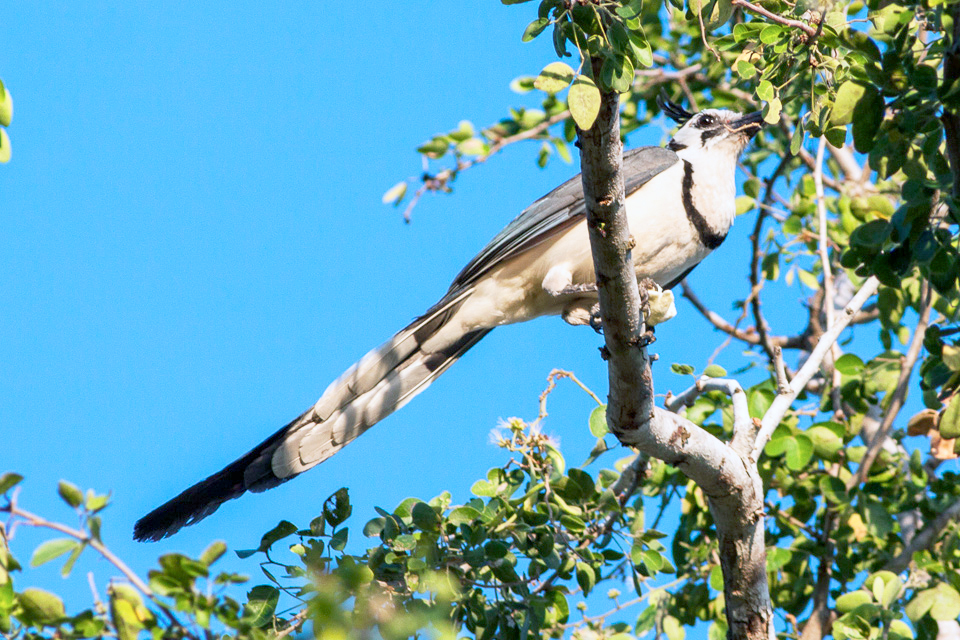
Esemplare nel Jalisco

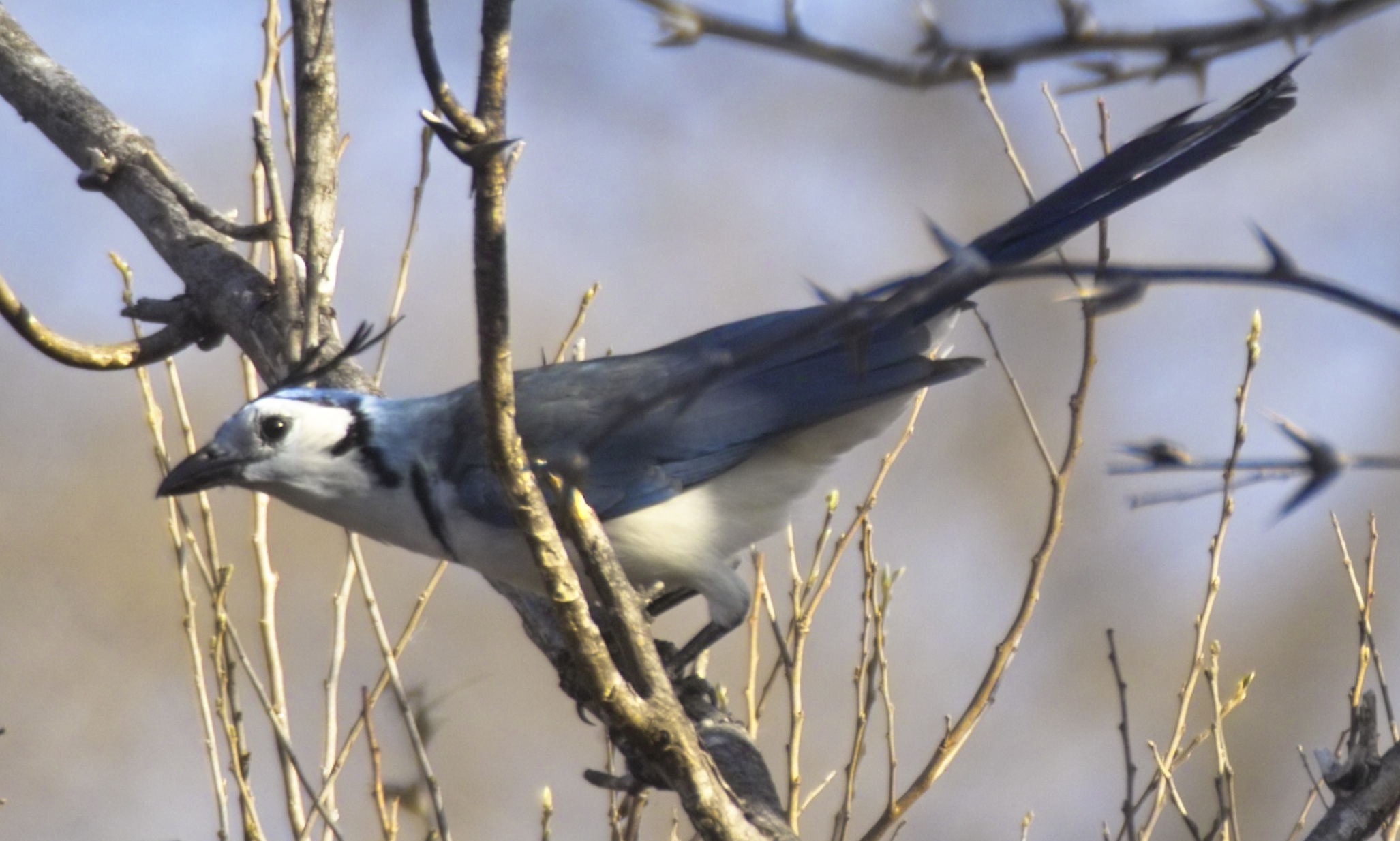
Esemplare nella provincia di Guanacaste

La gazza dal ciuffo golabianca è diffusa lungo la costa pacifica centroamericana, popolando un areale che si estende dal Messico centro-occidentale (a partire dal sud dello stato di Jalisco) al nord-ovest della Costa Rica, attraverso Guatemala e Honduras meridionali, El Salvador e Nicaragua occidentale, spingendosi verso l'interno fino al Puebla.
Si tratta di uccelli piuttosto adattabili in termini di habitat, popolando le aree boscose e cespugliose da aride a semiumide, fino a 800-1250 m di quota.

## Tassonomia
Se ne riconoscono tre sottospecie:
- Calocitta formosa formosa (Swainson, 1827) - la sottospecie nominale, diffusa nella porzione nord-occidentale dell'areale occupato dalla specie, fino all'Oaxaca;
- Calocitta formosa azurea Nelson, 1897 - diffusa dall'Oaxaca sud-orientale al Guatemala occidentale;
- Calocitta formosa pompata Bangs, 1914 - diffusa nella porzione orientale dell'areale occupato dalla specie, ad est del bacino del Motagua.